# Яблунівська волость (Лубенський повіт)
Яблунівська волость — адміністративно-територіальна одиниця Лубенського повіту Полтавської губернії з центром у містечку Яблуневе.
Старшинами волості були:
- 1900 року козак Андрій Пантелеймонович Жила[1];
- 1904 року Захарій Гончаренко[2];
- 1913—1915 роках Іван Денисович Шульга[3],[4].